# 卡尔德拉斯 (吉马良斯)
卡尔德拉斯（葡萄牙語：Caldelas）是葡萄牙布拉加区的一个堂区，位於吉馬良斯。总面积2.72平方公里，总人口5252人，人口密度1930.9人/平方公里。